# Црква Преподобне Параскеве у Доњој Расовачи
Црква Преподобне Параскеве у Доњој Расовачи, насељеном месту на територији општине Мерошина, припада Епархији нишкој Српске православне цркве. Подигнут је 1934. године и посвећен Преподобној Параскеви.
Црква је обновљена у периоду од 2010. до 2011. године, када је и свод фрескописан и живопише се комплетног храма. У храму је 2013. године уведена електрична енергија, када је и осветљен. Дужина храма је 14, ширина 6, а висина до свода 6m. Комплетно је опремљен за богослужење и није освештан.